# Jan Johnson
Jan Eric Johnson (* 11. listopadu 1950, Hamond, Indiana – 23. února 2025) byl americký sportovec, atlet, který se věnoval skoku o tyči.
V roce 1971 získal zlatou medaili na Panamerických hrách, které se konaly v kolumbijském městě Cali. O rok později reprezentoval na letních olympijských hrách v Mnichově, kde vybojoval bronz, když napotřetí překonal 535 cm. Napotřetí zdolal také základní výšku 520 cm.
Jeho dcera Chelsea Johnsonová se rovněž věnuje skoku o tyči. V roce 2009 získala na mistrovství světa v Berlíně stříbrnou medaili.